# Гелі Рантанен
Гелі Орвоккі Рантанен (фін. Heli Orvokki Rantanen; нар. 30 червня 1967, Кверфурт, Німецька Демократична Республіка) — німецька легкоатлетка, що спеціалізується на метанні списа, олімпійська чемпіонка 1992 року, призерка чемпіонату світу.

## Кар'єра
| Рік                   | Змагання              | Місто                 | Місце                 | Примітки              |                       |
| Представник Фінляндія | Представник Фінляндія | Представник Фінляндія | Представник Фінляндія | Представник Фінляндія | Представник Фінляндія |
| --------------------- | --------------------- | --------------------- | --------------------- | --------------------- | --------------------- |
| 1990                  | Чемпіонат Європи      | Спліт, Югославія      | 19                    | 54.02 м               |                       |
| 1991                  | Чемпіонат світу       | Токіо, Японія         | 9                     | 60.96 м               |                       |
| 1992                  | Олімпійські ігри      | Барселона, Іспанія    | 6                     | 62.34                 |                       |
| 1993                  | Чемпіонат світу       | Штутгарт, Німеччина   | 11                    | 53.14 м               |                       |
| 1995                  | Чемпіонат світу       | Гетеборг, Швеція      | 5                     | 65.04 м               |                       |
| 1996                  | Олімпійські ігри      | Атланта, США          | 1                     | 67.94 м               |                       |
| 1997                  | Чемпіонат світу       | Афіни, Греція         | 10                    | 62.64 м               |                       |
| 1998                  | Чемпіонат Європи      | Будапешт, Угорщина    | 5                     | 62.34 м               |                       |